# Turtle River (Minnesota)
Turtle River – miasto w Stanach Zjednoczonych, w stanie Minnesota, w hrabstwie Beltrami.